# Joseph und Potiphars Frau (Rembrandt)
Rembrandts Gemälde Joseph und Potiphars Frau stellt die gleichnamige biblische Erzählung aus Gen 39,1-18  dar. Es wird in der Berliner Gemäldegalerie ausgestellt. Das dargestellte Motiv ist in der Malerei des 17. Jahrhunderts weit verbreitet und in vielen Sammlungen erhalten. Es sind neben dem Werk von Rembrandt auch Werke von Bartolomé Murillo, Carlo Cignani, Willem van Mieris und vielen anderen bekannt.
Rembrandts Gemälde folgt einer literarischen Vorlage, die sich auf das literarische Werk „Jüdische Altertümer“ von Flavius Josephus zurückführen lassen dürfte. 1574 erschien in Straßburg eine hochdeutsche Übersetzung der jüdischen Altertümer. Im Gegensatz zur biblischen Erzählvariante beinhaltet die von Flavius Josephus geschilderte Verleumdungsszene die Anwesenheit des Josephs und die Erwähnung des Ehebettes.
Das Berliner Gemälde Rembrandts bezieht sich eindeutig auf diese Erzählvariante, die szenische Gestaltung und die verwendeten Farben zeichnen in eindrucksvoller Weise die prunkhafte orientalische Prachtentfaltung.

Gemälde aus Rembrandts Werkstatt, National Gallery of Art, Washington, D.C.

Eine andere ähnliche Version aus Rembrandts Werkstatt bewahrt die National Gallery of Art in Washington, D.C.

## Provenienz
Das Werk wurde 1883 von Sir John Neeld (Grittleton House, Wiltshire) durch Vermittlung des Kunsthändlers Charles Sedelmeyer, Paris erworben.